# Farman-Micot
Farman, Micot et Cie war ein französischer Hersteller von Automobilen.

## Unternehmensgeschichte
Das Unternehmen aus Saint-Maurice-d’Ételan begann 1898 mit der Produktion von Automobilen. Der Markenname lautete Farman-Micot. Im gleichen Jahr endete die Produktion bereits wieder. Eine Verbindung zu Henri Farman oder Maurice Farman ist möglich, aber nicht nachgewiesen.

## Fahrzeuge
Das einzige Modell war mit einem Zweizylindermotor von Augé ausgestattet. Die Karosserie bot Platz für drei Personen.